# Роулинс, Эдриан
Э́дриан Ро́улинс (англ. Adrian Rawlins; род. 27 марта 1958, Сток-он-Трент) — британский актёр.
Роулинс родился в Сток-он-Тренте, сын Мэвис и Эдварда Роулинсов. Он появился в нескольких фильмах, включая «Уилбер хочет покончить с собой», и также сыграл Джеймса Поттера в фильмах о Гарри Поттере. Играл главную роль в фильме «Женщина в чёрном». На сцене появился в спектакле «Её голая кожа» (2008).

## Фильмография
1. 1989 — Дерево Джинджер — Ричард Коллинсворф
2. 1989 — Женщина в чёрном — Артур Кидд
3. 1996 — Рассекая волны — доктор Ричардсон
4. 2000 — Кровь — Карл Дайсон
5. 2001 — Гарри Поттер и философский камень — Джеймс Поттер
6. 2001—2011 — Убийства в Мидсомере — Адам Кейн / Дэвид Орхард (2 эпизода)
7. 2002 — Уилбур хочет покончить с собой — Харбур
8. 2004 — Призраки — Эндрю Форрестал (эпизод)
9. 2005 — Гарри Поттер и Кубок огня — Джеймс Поттер
10. 2007 — Гарри Поттер и Орден Феникса — Джеймс Поттер
11. 2007 — Безмолвный свидетель — Алан Экерт (эпизод)
12. 2008 — Доктор Кто — доктор Райдер
13. 2010 — Гарри Поттер и Дары Смерти. Часть 1 — Джеймс Поттер
14. 2011 — Гарри Поттер и Дары Смерти. Часть 2 — Джеймс Поттер
15. 2014 — Женщина в чёрном 2: Ангел смерти — доктор Роудс
16. 2015 — Диккенсиана — Эдвард Барбери
17. 2017 — Тёмные времена — Хью Касуолл Тременхир Даудинг, 1-й барон Даудинг
18. 2018 — Безжалостное солнце — детектив-сержант Джордж Муни
19. 2019 — Чернобыль — Николай Фомин, ведущий инженер Чернобыльской АЭС